# Pardosa lasciva
Pardosa lasciva là một loài nhện trong họ Lycosidae.
Loài này thuộc chi Pardosa. Pardosa lasciva được Ludwig Carl Christian Koch miêu tả năm 1879.